# Ellen Facht
Ellen Karolina Facht, född 27 april 1872 i Örebro, död 1931, var en svensk socialpolitiker.
Facht, som var dotter till handelsbokhållaren, sedermera grosshandlaren, L. Ekendahl och Carolina Maria Christina Svensson, genomgick åttaklassigt läroverk och efter maken kapten Karl Fachts död 1912 Centralförbundet för Socialt Arbetes utbildningskurs (sedermera Socialpolitiska institutet) 1912–1913. Hon var anställd som föreståndare för AB Separators intressekontor sedan 1914. Hon utarbetade all yrkesstatistiken för Fredrika Bremer-förbundet för Årstautställningen i Malmö 1914 (ingående i Baltiska utställningen) och studerade som sistnämnda förbunds stipendiat kristids- och välfärdsanordningar i Norge och Danmark 1918. Hon organiserade ett 20-tal intressekontor vid olika industriella företag och var medlem av Stockholms stads konsumentråd. Hon höll föredrag och skrev artiklar i ekonomiska och sociala ämnen.